# 比萨大学
43°42′59.43″N 10°23′54.45″E / 43.7165083°N 10.3984583°E
比萨大学（意大利语：Università di Pisa, UNIPI，英语：University of Pisa），创建于1343年，是欧洲和意大利最古老最负盛名的研究型大学之一，比萨大学系统最具规模的组成部分，大学研究协会唯一意大利成员，著名的数学家斐波那契，物理学家伽利略·伽利莱，诺贝尔物理学奖得主物理学家恩里科·费米和数学家及菲尔兹奖得主阿莱西奥·菲加利曾在此学习和任教。比萨大学也是第一个开设计算机科学课程的意大利大学，是意大利计算机科学和人工智能研究的中心。

## 历史沿革
比萨大学由教皇克勉六世的法令（In supremae dignitatis）于1343年9月3日创立，是世界上现存第19古老的大学，也是意大利第10古老的大学。比萨大学植物园是欧洲最古老的学术植物园，始建于1544年。
大学最早开设的讲座是神学、法学（民法、天主教会法）和医学。
由于佛罗伦萨的征服，该大学于1403年关闭。后来在洛伦佐·德·美第奇的帮助下，比萨学堂（Studium）于1473年恢复系统发展，1486年开始建造教学楼。
由于对佛罗伦萨的叛乱（1494年）和随后的意大利战争，比萨学堂衰落，迁往皮斯托亚、普拉托和佛罗伦萨。
在1543年11月1日，比萨大学在美第奇家族科西莫一世的控制下重新开放。
1545年的法令提高了比萨大学的质量，使其成为欧洲最著名的教育和研究机构之一。伽利略·伽利莱出生于比萨，在比萨学习，1589年成为比萨大学数学教授。
在美第奇统治托斯卡纳大公国期间，大学作为国家机构的作用得到进一步发展。公国的保护主义政策保护了学者和教师。科西莫一世颁布的一项法律要求那些寻求学位的人都就读比萨大学。在此期间，进行了许多杰出的讲座，尤其是在法律和医学领域。
美第奇家族解散后，大学在洛林人的统治下继续发展。由美第奇家族发起的天文台建设完成，大学图书馆收藏了重要出版物，植物园和自然科学博物馆得到发展。此外，还设立了实验物理、化学等新部门。
托斯卡纳并入拿破仑帝国后，比萨大学变成了帝国理工学院。于是，比萨大学成为巴黎大学的一个分支，按照法国教育模式组织课程和学习项目。引进法式考试、学位、学士论文制度，同时新设5个学院——神学院、法学院、医学院、理学院、文学院。
从1839年到1840年，加埃塔诺·乔治尼(Gaetano Georgini)主任通过将学院的数量增加到六个（增加了数学院），带来了比萨大学历史上最重要的改革。特别是在世界上首次设立农学部，开展了世界上最早的绵羊育种工作。
在1851年的重建期间，托斯卡纳利奥波德二世出于经济和政治原因将比萨大学和锡耶纳大学合并。神学院和法学院留在锡耶纳，而文学院、医学院、数学院和理学院留在比萨。1859年，由于佛罗伦萨的骚乱以及利奥波德二世逃亡建立的临时政府采取的早期措施，六个院系都回到了比萨。
随着意大利王国的诞生，比萨大学成为该国最著名的文化机构之一。欧洲第一所历史语言学研究所于1890年在比萨成立。在法西斯主义统治该国的时期，比萨大学是政治辩论和反法西斯组织的活跃中心。
二战结束后，比萨大学成了一个先进的研究所。除了战前设立的工学部和药学部外，还增设了经济学部、外语学部、文学院和政治学部。
此外，比萨高等师范学校由拿破仑于1813年创立，当时是巴黎高等师范学校的一个分支。
比萨大学是意大利較好的大學之一，學科以數學，物理學，计算机科学見長。

## 院系设置
1. 土木与工业工程
2. 能源、系统、领土和建筑工程
3. 信息工程
4. 数学
5. 物理
6. 计算机科学
7. 化学与工业化学
8. 生物学
9. 地球科学
10. 临床和实验医学
11. 外科、医学和分子病理学和重症监护医学
12. 内外科新技术转化研究
13. 药学
14. 人文、文明与知识形式
15. 语言学、文学和语言学
16. 法律
17. 政治学
18. 农业、环境和食品科学
19. 兽医学

## 图集

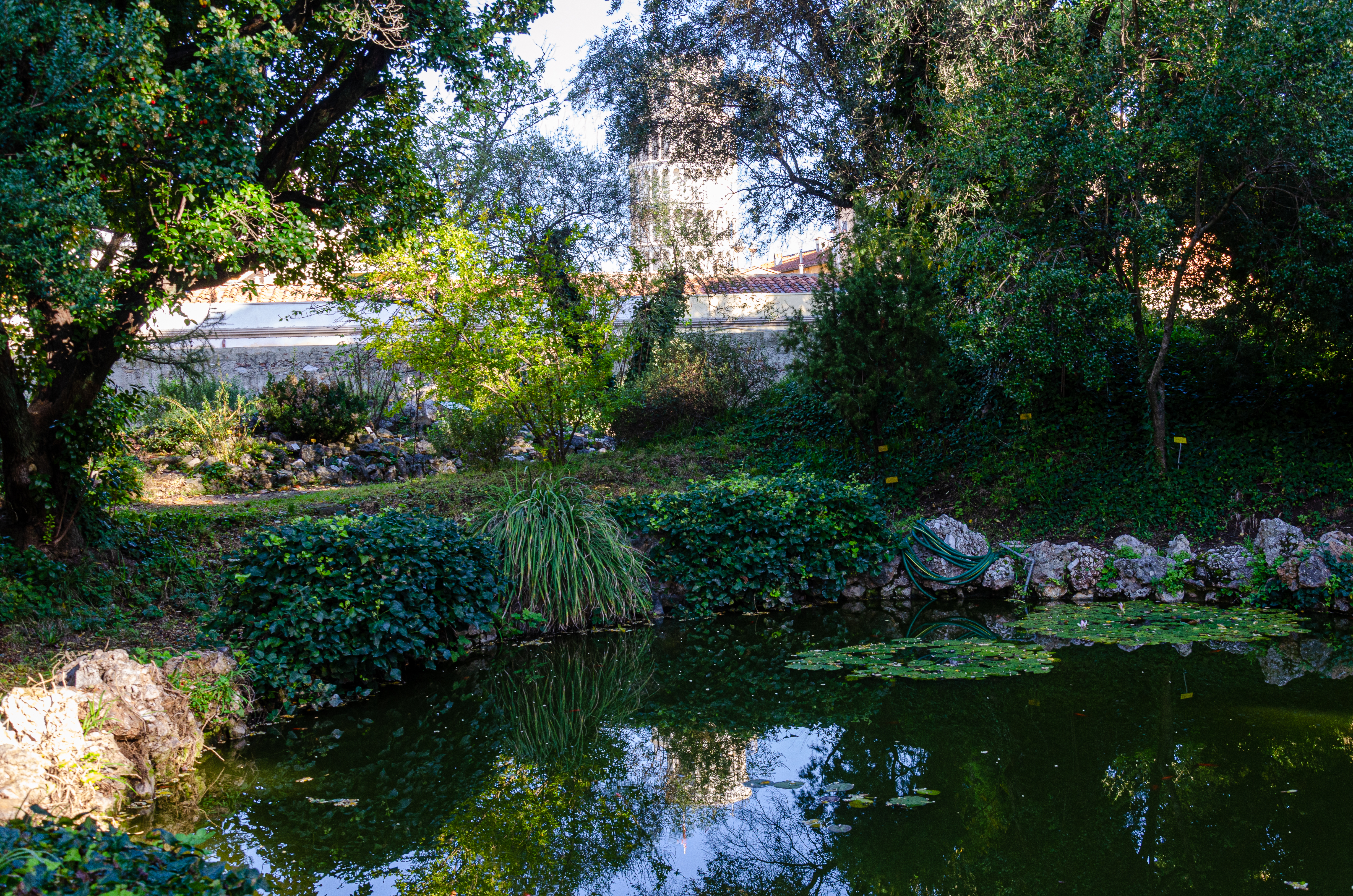
植物園
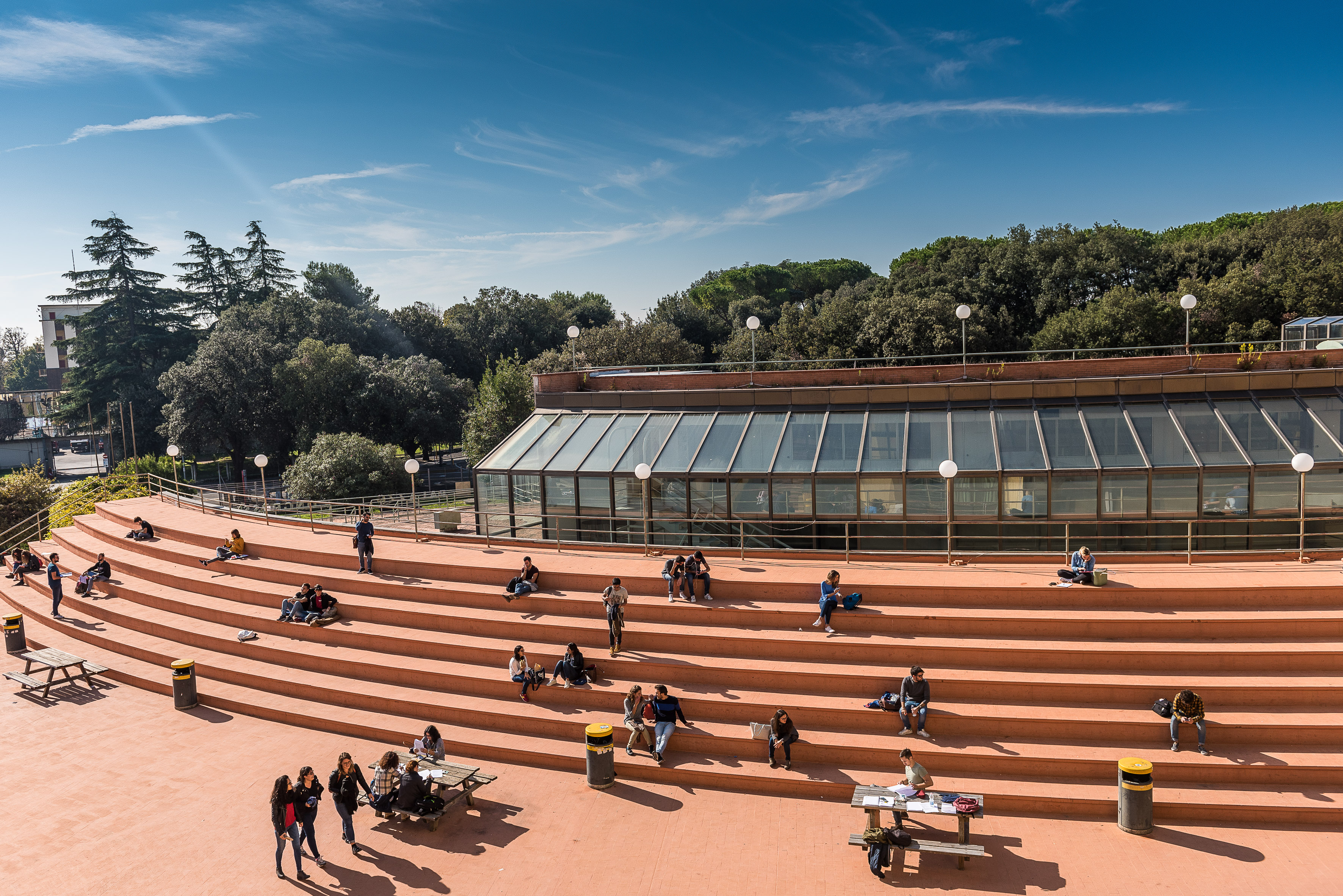
经济学院
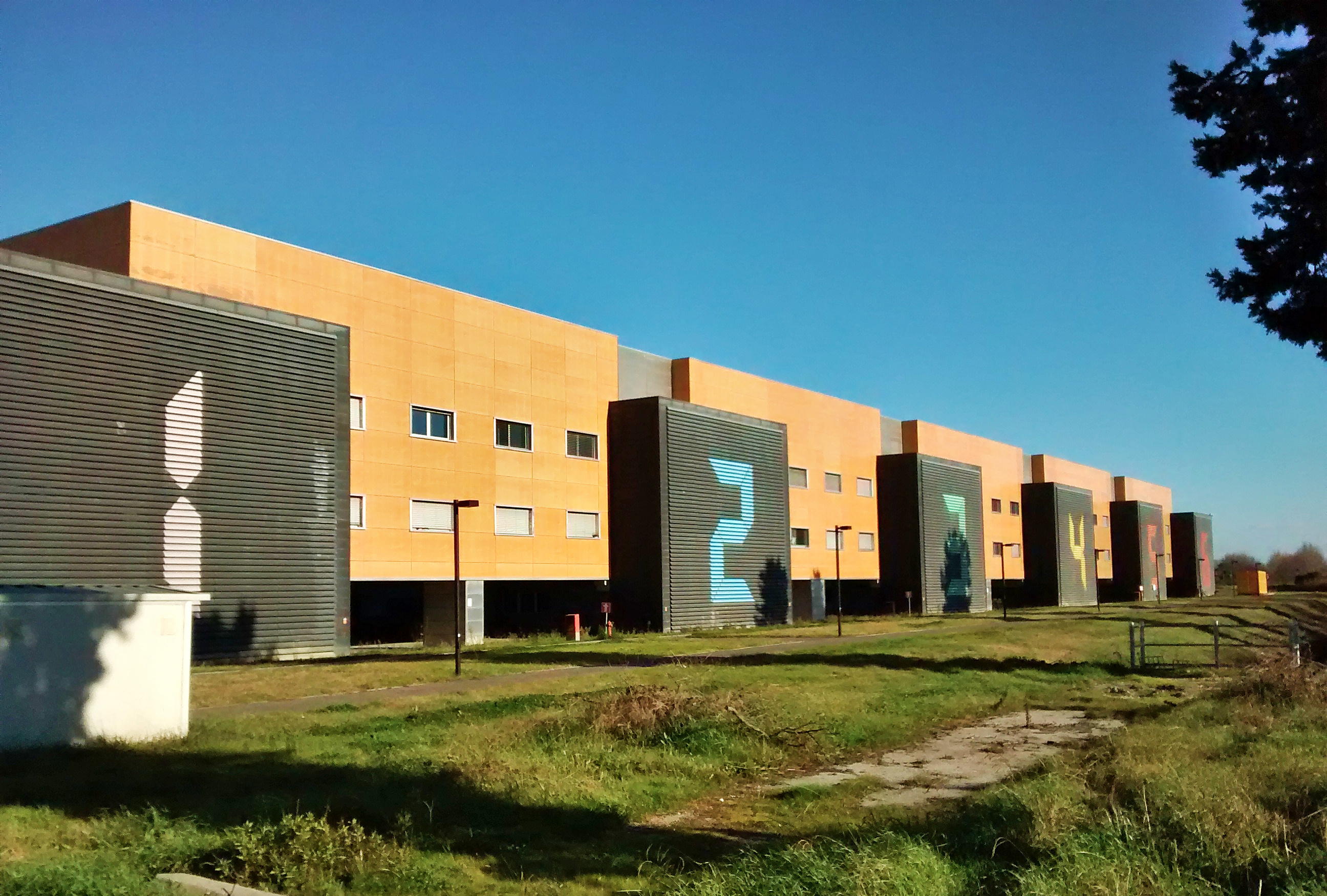
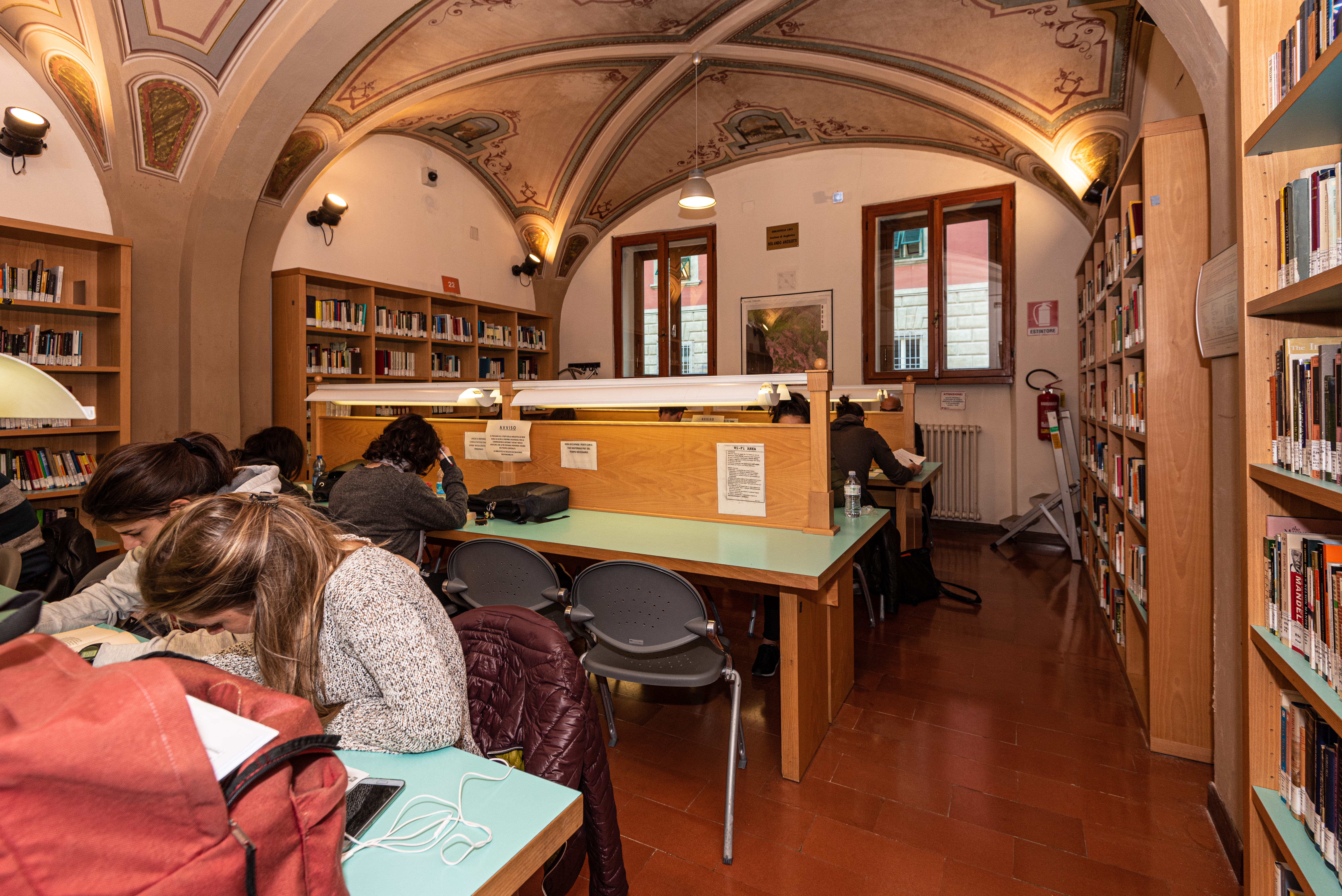
图书馆
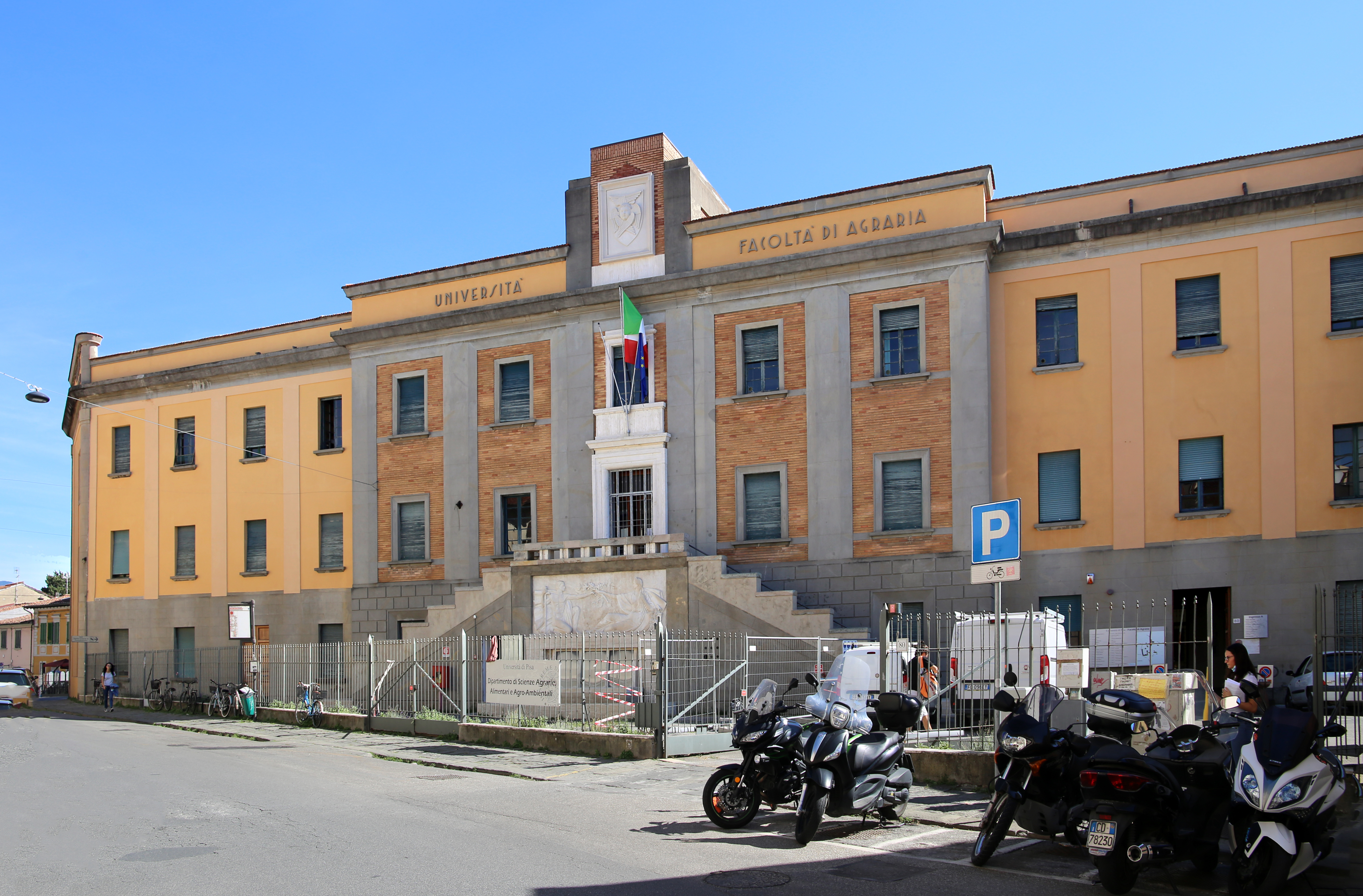
农学院
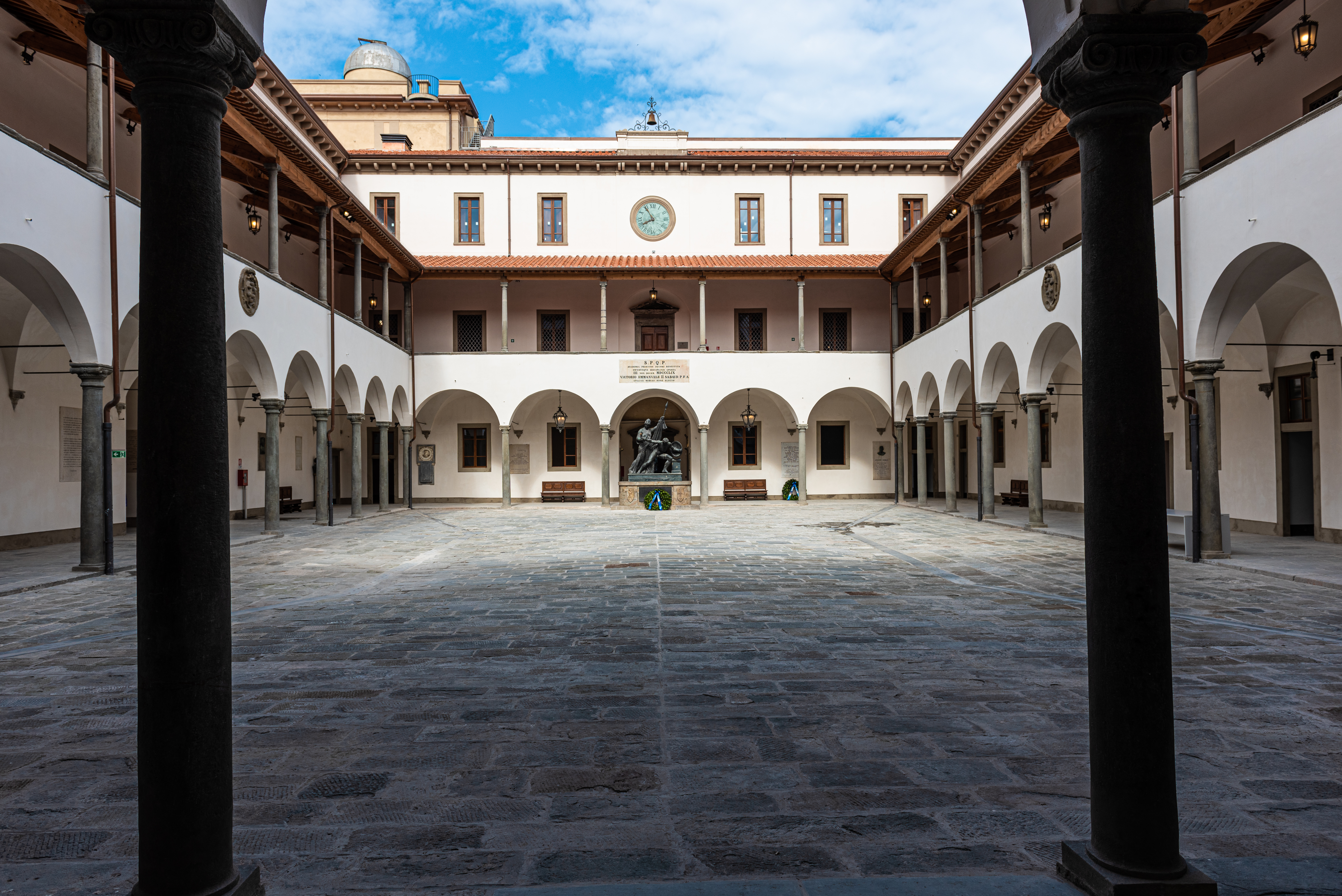
法学院
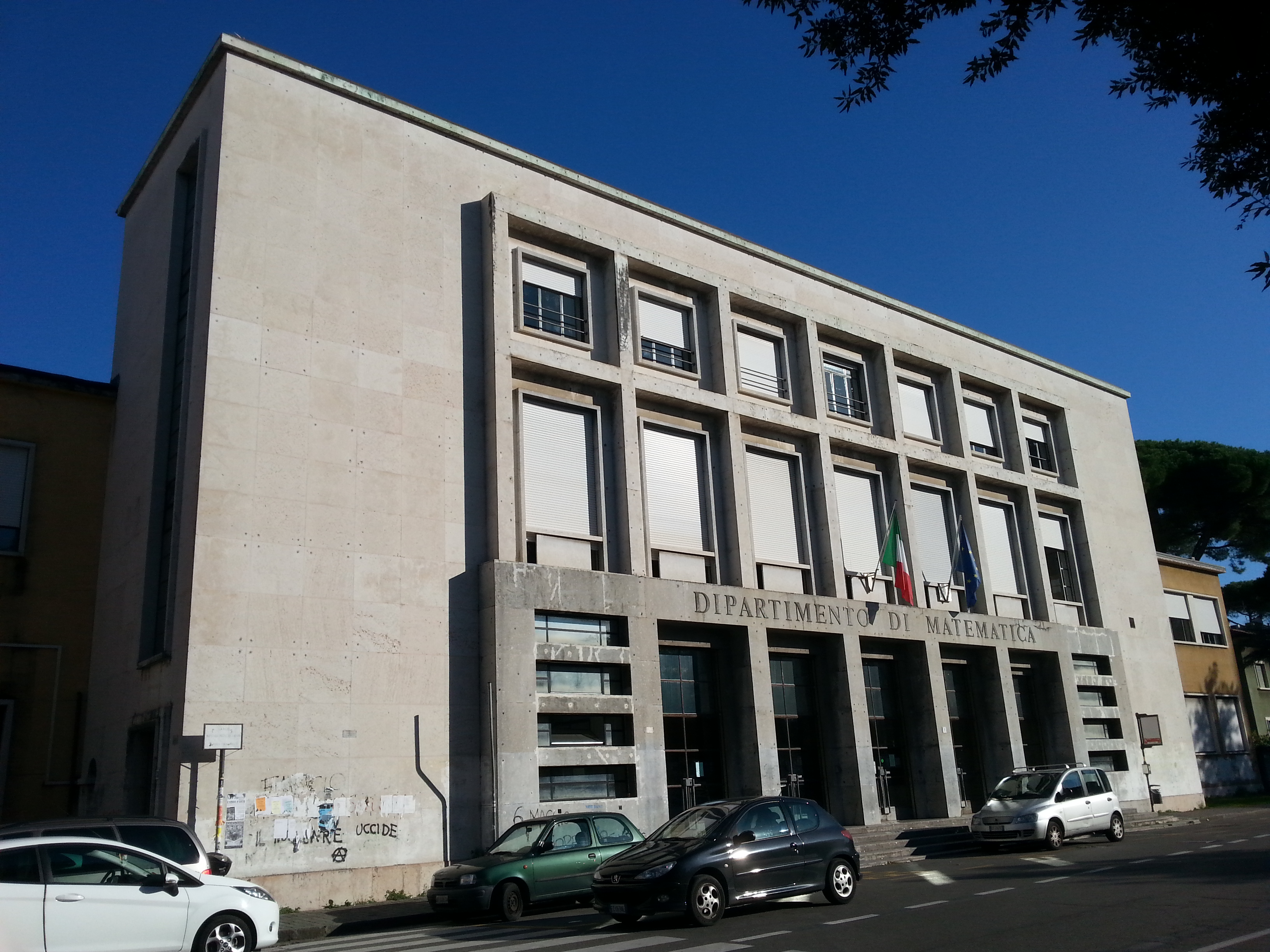
数学院
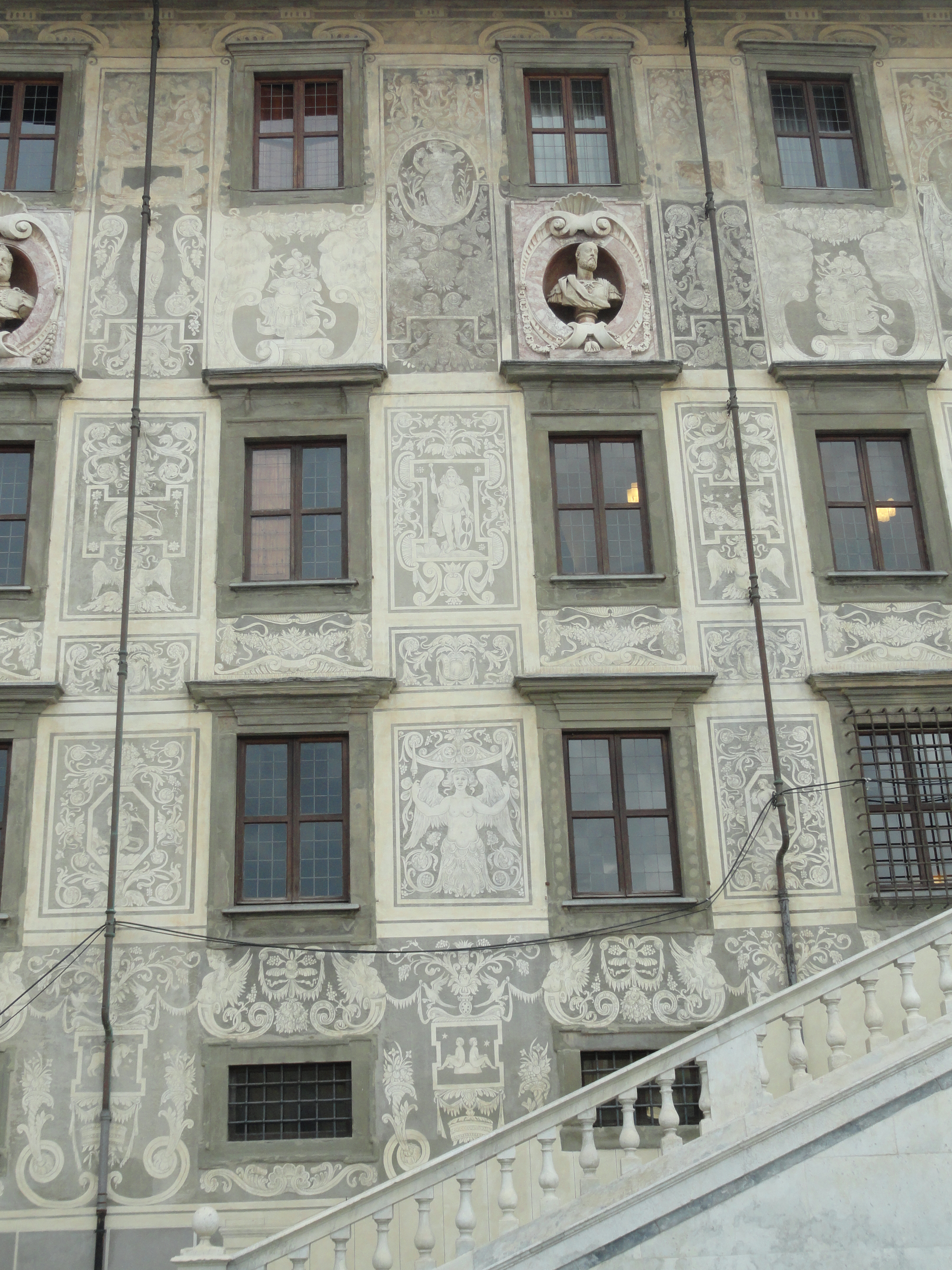
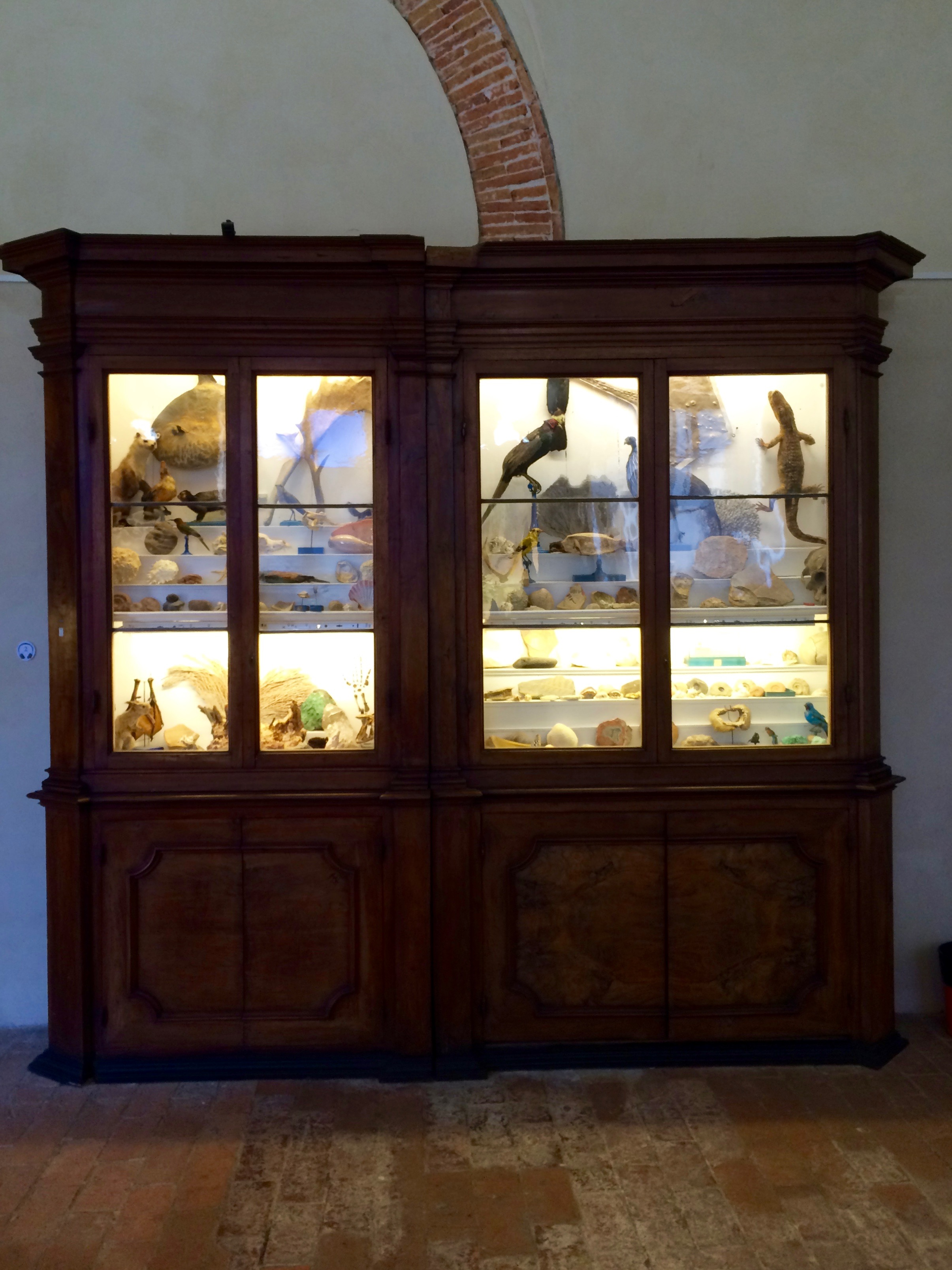
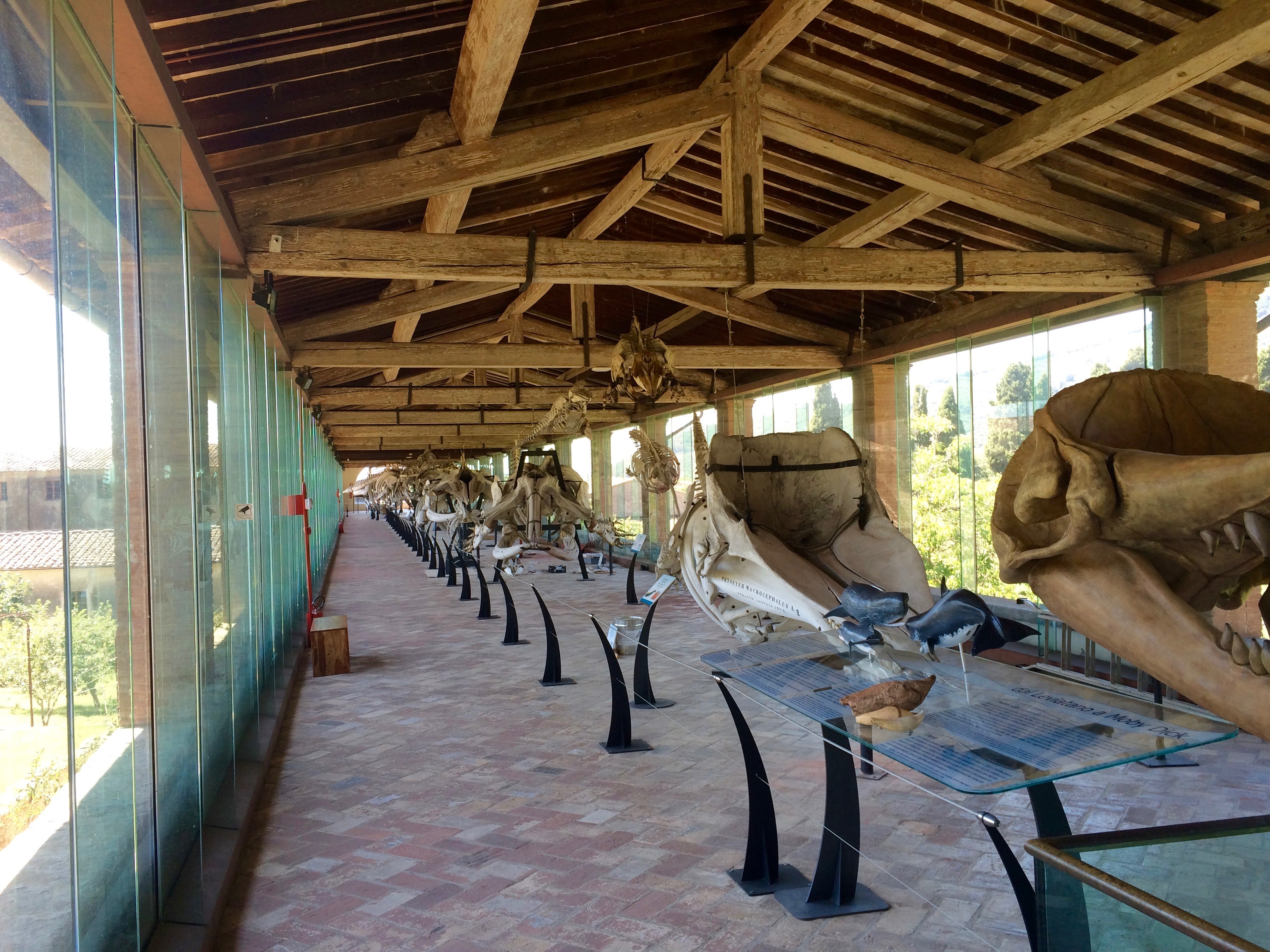
自然史博物馆
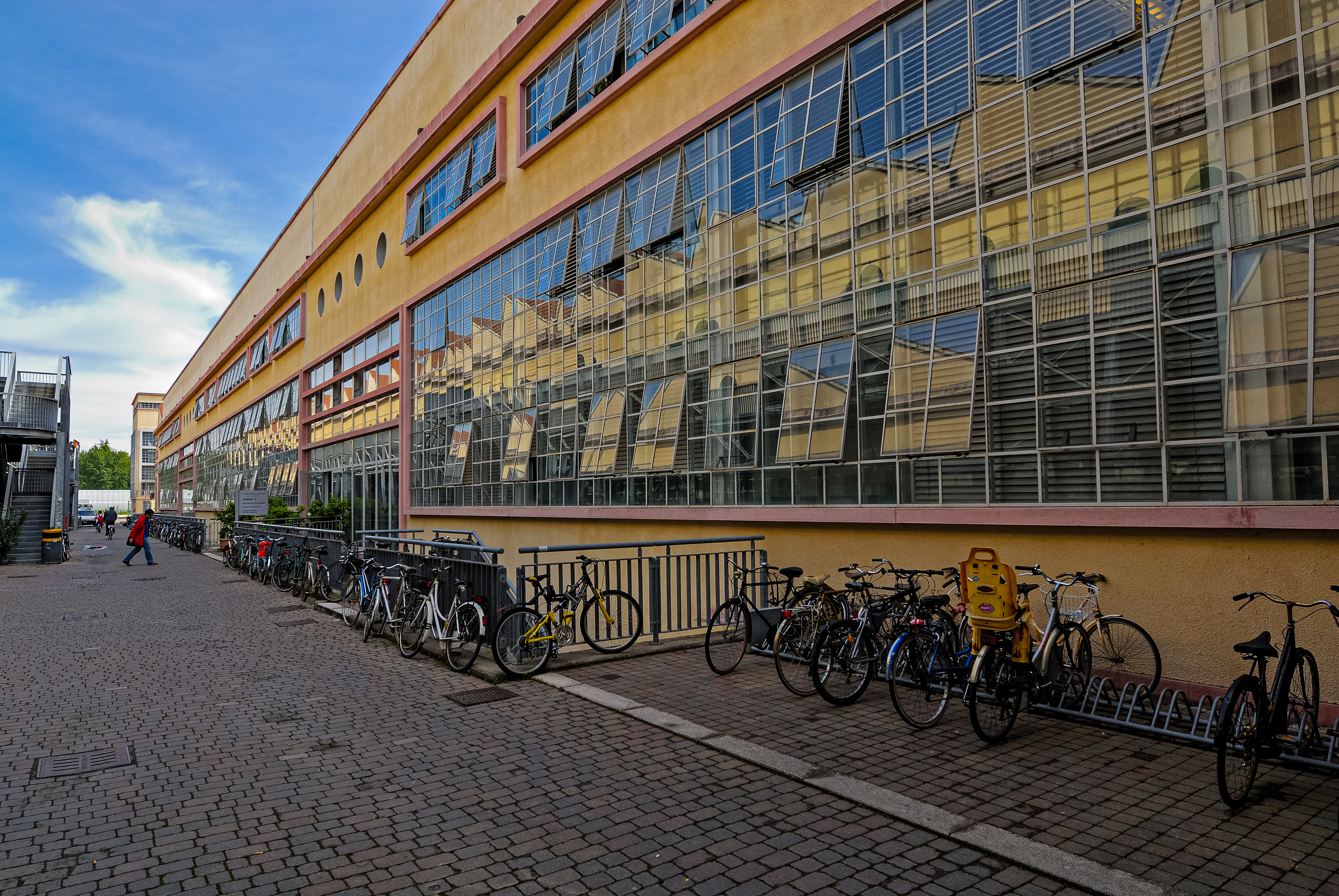

## 著名人物

### 学术界
- 卡洛·鲁比亚：物理学家，诺贝尔物理学奖得主
- 恩里科·費米：物理学家，诺贝尔物理学奖得主
- 阿莱西奥·菲加利：数学家，2018年菲尔兹奖得主
- 伽利略·伽利萊：物理学家
- 贝尔特拉米：数学家
- 恩里科·贝蒂：数学家
- 维多·沃尔泰拉：数学家
- 弗兰科·帕西尼：天文学家

### 文化界
- 焦苏埃·卡尔杜奇：文学家，1906年诺贝尔文学奖得主
- 克勉九世：第238任罗马教皇
- 克勉十二世：第246任罗马教皇
- 良十世：第217任罗马教皇
- 保罗三世：第220任罗马教皇
- 乌尔巴诺八世：第235任罗马教皇
- 安东尼奥·塔布其：作家、美第奇奖得主
- 余纪元：华人哲学家
- 安德烈·波伽利：古典跨界音樂男高音、盲人歌手

### 政治界
- 乔万尼·秦梯利：意大利现代哲学家、政治家
- 朱利亚诺·阿马托：第48任意大利总理
- 恩里科·莱塔：第55任意大利总理
- 保罗·埃米利奥·塔维亚尼：意大利内政部部长
- 勒内·普雷瓦尔：海地总统、总理
- 约安尼斯·科莱提斯：希腊首相